# Pocillopora inflata
Pocillopora inflata är en korallart som beskrevs av Peter W. Glynn 1999. Pocillopora inflata ingår i släktet Pocillopora och familjen Pocilloporidae. IUCN kategoriserar arten globalt som sårbar. Inga underarter finns listade i Catalogue of Life.